# Oenothera punctulata
Oenothera punctulata är en dunörtsväxtart som beskrevs av Rostanski och Gutte. Oenothera punctulata ingår i släktet nattljussläktet, och familjen dunörtsväxter. Inga underarter finns listade i Catalogue of Life.